# Malversazione
La malversazione è il reato commesso da chi, avendone la disponibilità, impiega indebitamente somme di denaro o cose mobili altrui, o altrimenti vincolate ad una specifica finalità.

## Ordinamento italiano
Nell'ordinamento giuridico italiano erano contemplate due fattispecie delittuose:
- la malversazione a danno di privati (art. 315 c.p.)
- la malversazione a danno dello Stato (art. 316-bis c.p.).

La prima fattispecie fu abolita dalla legge 86/1990, contestualmente all'introduzione della seconda ipotesi criminosa.
Il delitto di malversazione a danno di privati era integrato dal pubblico ufficiale, o dall'incaricato di un pubblico servizio, che si fosse appropriato o avesse comunque distratto, a profitto proprio o di un terzo, denaro o qualsiasi cosa mobile non appartenente alla pubblica amministrazione, di cui egli avesse avuto il possesso per ragione del suo ufficio o servizio (nel caso in cui la res fosse appartenuta alla pubblica amministrazione, il pubblico ufficiale o l'incaricato di pubblico servizio avrebbe commesso un fatto di peculato).
Il delitto di malversazione a danno dello Stato, invece, è integrato da chiunque, estraneo alla pubblica amministrazione, avendo ottenuto dallo Stato o da altro ente pubblico o dalle Comunità Europee contributi, sovvenzioni o finanziamenti destinati a favorire iniziative dirette alla realizzazione di opere od allo svolgimento di attività di pubblico interesse, non li destina alle predette finalità.